# Синцитиальный эндометрит
Синцитиальный эндометрит – неопухолевые изменения эндо- и миометрия, проявляющиеся в инвазии синцитиальных клеток трофобласта в миометрий  в зоне имплантации яйцеклетки. Процесс напоминает опухоль, но без полимиорфизма и атипии клеток.
Является трофобластической болезнью, наряду с пузырным заносом и хорионкарциномой.